# Victoria Libertas Pesaro 1980-1981

## Roster
- Walter Magnifico
- Amos Benevelli
- Wilbur Holland
- Roosevelt Bouie
- Mike Sylvester
- Sandro Maggiotto
- Mauro Procaccini
- Giuseppe Ponzoni
- Rodolfo Terenzi
- Roberto Terenzi
- Edoardo Ovani
- Emilio Alessandrí

Allenatore: 
- Petar Skansi